# Melonycteris
Melonycteris és un gènere de ratpenat del grup dels megaquiròpters. Els membres d'aquest tàxon viuen a Salomó o, en el cas del ratpenat llenguallarg de panxa negra, a Papua Nova Guinea.
El gènere conté les espècies següents:
- Ratpenat llenguallarg de Fardoulis (Melonycteris fardoulisi)
- Ratpenat llenguallarg de panxa negra (Melonycteris melanops)
- Ratpenat llenguallarg de Woodford (Melonycteris woodfordi, inclou l'antiga espècie M. aurantius)